# Friedensdekade
Die Ökumenische Friedensdekade findet jedes Jahr in den zehn Tagen vor dem Buß- und Bettag statt. Da sie zehn Tage umfasst, trägt sie den Namen „Dekade“. Die Friedensdekade 2025 steht unter dem Motto „Komm den Frieden wecken“ und findet vom 9. bis zum 19. November mit Aktionen, Gebeten und Konzerten in Deutschland, Österreich und der Schweiz statt. 

## Entstehung
Geboren wurde die Idee zur Ökumenischen Friedensdekade (anfangs „Friedenswoche“ genannt) in den Niederlanden. Dort hatte der Interkirchliche Friedensrat die Friedenswoche eingeführt, um das Engagement der Kirchenmitglieder für Friedensfragen zu stärken und die Politik diesbezüglich zu unterstützen. In der Vollversammlung des EYCE (Ökumenischer Jugendrat in Europa) wurde 1979 die Anregung allen Mitgliedern nahegelegt.
In West- und Ostdeutschland wurde die Idee gleichzeitig im Jahr 1980 aufgenommen. Die Erfahrungen zeigen, dass die Kirchen und Gruppen in und außerhalb der Kirchen konstruktiv zusammenarbeiten und dass sie dies in ökumenischem Geiste tun. Die Friedensdekaden haben die Koinonia (Gemeinschaft) der Kirchen gefördert, den Zusammenhalt der Christen in Ost- und Westdeutschland verstärkt und das Friedensthema in ökumenischer Breite zu einem Schwerpunkt im Kirchenjahr gemacht. Ideen und Beispiele zu den Themen Gerechtigkeit, Frieden und Bewahrung der Schöpfung sind schon frühzeitig im Rahmen der Friedensdekade verbreitet worden und haben zur Entwicklung nachhaltiger Umweltpolitik und der Verantwortung für die Schöpfung beigetragen. Ein spezieller Erfolg der Friedenswochen bzw. -Dekaden ist die Vertiefung christlichen Friedenszeugnisses und die Willensbildung in den Kirchen und Gemeinden.

## Friedensdekade in der Deutschen Demokratischen Republik
Die Anregung, am Ende des Kirchenjahres eine Friedensdekade in den Gemeinden durchzuführen, kam im Herbst 1980 von der ökumenischen Jugendarbeit. Die Arbeitsgemeinschaft Christlicher Jugend (AGCJ) und die Kommission für Kirchliche Jugendarbeit (KKJ) des Bundes der Evangelischen Kirchen in der DDR hatten dazu Material erarbeitet, das vom Sekretariat des Bundes der Evangelischen Kirchen in der DDR herausgegeben wurde.
Was als eine ein- oder zweimalige Aktion vorgesehen war, entwickelte sich durch das Echo aus Jugendgruppen und Pfarrgemeinden zu einer ständig wiederkehrenden Einrichtung, die wichtige Anliegen des christlichen Friedensdienstes aufgenommen hat. Von einem Unternehmen der kirchlichen Jugendarbeit ist die Friedensdekade zu einer Sache der gesamten Gemeinde geworden, die zunehmend in ökumenischer Zusammenarbeit auf Orts-Ebene Ausdruck fand und nach der „Ökumenischen Versammlung für Gerechtigkeit, Frieden und Bewahrung der Schöpfung“ 1988/89 auch von der katholischen Kirche mit vorbereitet und durchgeführt wurde. Jährlich wurden zu dieser Thematik Materialien herausgegeben.
Von Anfang an war das Symbol Schwerter zu Pflugscharen das Kennzeichen der Friedensdekaden in der DDR. Es war Anfang der 1980er Jahre Anlass harter Auseinandersetzungen mit dem Staat, als es viele Jugendlichen als Aufnäher trugen, machte aber den Christen die Unmoral der staatlichen Unterdrückung umso bewusster. Auch die Inhalte selbst – Themen und Texte – waren Gegenstand spannungsvoller Gespräche. Dabei haben Christen entdeckt, dass die Kirchen eine Lerngemeinschaft sind, die nur mit dem langen Atem der Hoffnung zum Friedensstifter in dieser Welt werden können. Überraschend war für viele in der DDR das zunehmende Interesse ökumenischer Partner aus anderen Ländern. Regelmäßig nahmen ökumenische Besuchergruppen an den Friedensdekaden teil, gewannen Anregungen für die eigene Arbeit (so zum Beispiel für Friedenswochen in den Kirchen der USA) und bereicherten mit ihren Einsichten und Erfahrungen den Dialog.
So boten die Ökumenischen Friedensdekaden jedes Jahr neu die Chance, in Gemeinschaft zehn Tage lang über den Frieden nachzudenken, miteinander zu reden und zu beten. Sie haben in der Vergangenheit den Christen in der DDR wichtige Erfahrungen vermittelt, die in der „Kraft der Schwachen“ und in der Hoffnung des Glaubens eine befreiende und ermutigende Möglichkeit ihres Zeugnisses erkannten.
Die Synode des Bundes der Evangelischen Kirchen in der DDR hat auf ihrer letzten Tagung am 24. Februar 1991 in Berlin die Erwartung geäußert, dass die Friedensdekaden-Arbeit auch nach Herstellung der Einheit in der EKD fortgesetzt werden möge.

## Friedensdekade in der Bundesrepublik
In Westdeutschland wurde ebenfalls 1980 zum ersten Mal zur Friedenswoche aufgerufen, und zwar bei dem von der Aktion Sühnezeichen / Friedensdienste (ASF) und der Aktionsgemeinschaft Dienst für den Frieden (AGDF) organisierten Festival der Friedensdienste. Das war die hohe Zeit der Friedensbewegung in der alten Bundesrepublik. Damals bildeten sich innerhalb der westdeutschen Friedensbewegung verschiedene Gruppierungen, die in ihrem gesellschaftlichen Umfeld für die Verbreitung der Ideen der Friedensbewegung sorgten. Es organisierten sich lose Gruppierungen der christlich orientierten Gruppen aus fast allen Kirchen, so auch zur Trägergruppe „Ökumenische Dekade für Frieden in Gerechtigkeit“.
Störend wirkte sich nach der Wende aus, dass es unterschiedliche Leitworte und Materialien für die Friedensdekade gab. Um der Friedensdekade ein Profil zu geben, beschlossen die Mitgliederversammlung der Arbeitsgemeinschaft Christlicher Kirchen (ACK) und die Mitglieder der Trägergruppe „Ökumenische Dekade für Frieden in Gerechtigkeit“ 1992, ein „Gesprächsforum Ökumenische FriedensDekade“ zu bilden, das die Initiativen und Kirchen aus Ost und West zusammenführen sollte.
Die Mitgliederversammlung der ACK entschied am 28./29. Oktober 1992 in Goslar: „Es wird ein ‚Gesprächsforum‘ gebildet, das die Aufgabe hat, ein gemeinsames, biblisch orientiertes Thema und einen Plakatentwurf festzulegen. Die ACK-Mitgliederversammlung und die Gruppen entsenden in dieses Gesprächsforum MitarbeiterInnen.“
Auf Seiten der ACK haben in dem Gesprächsforum ab 1993 mitgearbeitet: Vertreter der Evangelisch-methodistischen Kirche, der Mittelstelle für Werk und Feier, Eberswalde (früheres Fachreferat der KKJ), der Berliner Geschäftsstelle der VELKD, der römisch-katholischen Kirche, der ACK, Frankfurt am Main und Berlin, der Arbeitsgemeinschaft der Evangelischen Jugend und der Evangelischen Kirche in Berlin-Brandenburg.
Auf Seiten der Trägergruppe „Ökumenische Dekade für Frieden und Gerechtigkeit“ sind in dem Gesprächsforum die Vertreter der Aktionsgemeinschaft Dienst für den Frieden (AGDF), Bonn, der Arbeitsstelle KDV und Friedensarbeit der Kirchenprovinz Sachsen, Magdeburg, von Dienste in Übersee, Stuttgart, von Pax Christi, Bad Vilbel und von Pro Asyl, Frankfurt am Main tätig. Seit 1993 gibt es ein gemeinsames Motto für die Friedensdekade, seit 1994 auch gemeinsames Material. Das Gesprächsforum hat seine Veröffentlichungen mit denen der Landeskirchen im evangelischen Bereich abgestimmt. Die Mittelstelle Werk und Feier, Eberswalde, die die Materialien bis zum Jahre 1995 hergestellt und versandt hat, wurde zum 31. Dezember 1995 aufgelöst. Seit 1996 erstellt und vertreibt die Druckerei Knotenpunkt e. V., Buch/Hunsrück, hervorgegangen aus dem Konziliaren Prozess für Gerechtigkeit, Frieden und Bewahrung der Schöpfung, die Materialien.

## Schirmherren
Seit 2004 besteht die Tradition einer Schirmherrschaft der Friedensdekade. Schirmherren waren:
- 2004: Peter Sodann
- 2005: Friedhelm Hengsbach
- 2006: Christian Führer
- 2007–2009: Sebastian Krumbiegel
- 2010–2013: Margot Käßmann
- 2014–2015: Wise Guys
- 2016: Berliner Compagnie
- 2017: Malu Dreyer
- 23. bis 28. Februar 2018: Uwe Steimle (abberufen)
- 2019: Brigitta Bolte
- 2022: Jörg Alt
- 2023: Konstantin Wecker und Lioba Meyer
- 2024: Monika Hofmann

2018 wurde der Kabarettist Uwe Steimle als Schirmherr bereits nach wenigen Tagen wieder abberufen, da seine Aussagen  „keine eindeutige Distanzierung von rechtspopulistischen Positionen bzw. der Pegida-Bewegung erkennen“ lassen würden. Seine „Verlautbarungen über Israel und die USA seien einseitig, würden der Komplexität nicht gerecht und ließen die Grenze zu antiamerikanischen und antisemitischen Positionen verschwimmen“. Die Organisatoren räumten ein, nicht genügend über Steimle recherchiert zu haben. Erst durch eine „Welle teilweise heftiger Kritik, besonders bei [...] sächsischen [...] Partnern sowie bei Initiativen, die gegen Rechtsextremismus und Rechtspopulismus arbeiten“, war man auf die Problematik aufmerksam geworden.